# Shirobako
Shirobako (lett. "Scatola bianca") è una serie televisiva anime, prodotta dallo studio P.A.Works e diretta da Tsutomu Mizushima, che è stata trasmessa in Giappone tra il 9 ottobre 2014 e il 26 marzo 2015 sul canale televisivo Tokyo MX. In Italia i diritti sono stati acquistati dalla Yamato Video, che prima ha pubblicato gli episodi, sottotitolati in italiano, sul suo canale ufficiale di YouTube e poi li ha trasmessi su Man-ga dal 21 aprile al 27 ottobre 2015. Un adattamento manga è stato serializzato sul Dengeki Daioh della ASCII Media Works dal 27 settembre 2014 al 27 novembre 2015. Un romanzo basato sulla serie è stato pubblicato dalla Shūeisha nel gennaio 2015.
Il titolo Shirobako si riferisce ai video distribuiti ai membri dello staff di produzione prima della loro pubblicazione. Questi video infatti, un tempo consegnati su videocassette VHS racchiuse in scatole bianche, vengono tuttora chiamati "scatole bianche" nonostante il fatto che le custodie di tal colore non siano più in uso.

## Trama
Cinque migliori amiche di nome Aoi Miyamori, Ema Yasuhara, Shizuka Sakaki, Misa Tōdō e Midori Imai vanno tutte a lavorare nell'industria anime dopo aver fatto esperienza nel loro club d'animazione al liceo. I loro rispettivi lavori non saranno per niente facili, tanto che la storia descrive difficoltà quotidiane, così come i loro sforzi per sopraffarle. In particolare, la serie è incentrata sulla produzione di due serie televisive anime, a cura di Aoi e del suo staff presso lo studio d'animazione Musashino Animation.

## Personaggi

I personaggi principali (da sinistra verso destra): Misa, Ema, Aoi, Midori e Shizuka

Aoi Miyamori (宮森 あおい?, Miyamori Aoi)
Doppiata da: Juri Kimura
Ema Yasuhara (安原絵麻?, Yasuhara Ema)
Doppiata da: Haruka Yoshimura
Shizuka Sakaki (坂木しずか?, Sakaki Shizuka)
Doppiata da: Haruka Chisuga
Misa Tōdō (藤堂美沙?, Tōdō Misa)
Doppiata da: Asami Takano
Midori Imai (今井 みどり?, Imai Midori)
Doppiata da: Hitomi Ōwada
Tarō Takanashi (高梨 太郎?, Takanashi Tarō)
Doppiato da: Hiroyuki Yoshino
Seiichi Kinoshita (木下 誠一?, Kinoshita Seiichi)
Doppiato da: Nobuyuki Hiyama

## Media

### Media cartacei
L'adattamento manga dal titolo Shirobako: kaminoyama kōkō animation dōkōkai (SHIROBAKO 〜上山高校アニメーション同好会〜?), scritto da Kenji Sugihara ed illustrato da Mizutama, è stato serializzato sulla rivista Dengeki Daioh della ASCII Media Works dal 27 settembre 2014 al 27 novembre 2015. I capitoli sono stati raccolti in due volumi tankōbon, che sono stati pubblicati rispettivamente il 27 gennaio 2015 e il 27 gennaio 2016.
| Nº | Data di prima pubblicazione | Data di prima pubblicazione | Data di prima pubblicazione |
| Nº | Giapponese                  | Giapponese                  |                             |
| -- | --------------------------- | --------------------------- | --------------------------- |
| 1  | 27 gennaio 2015             | ISBN 978-4-04-869137-6      |                             |
| 2  | 27 gennaio 2016             | ISBN 978-4-04-865162-2      |                             |

Un adattamento letterario di 228 pagine, intitolato Shirobako Introduction (SHIROBAKO イントロダクション?, Shirobako Intorodakushon) e scritto da Michiko Itō e Hajime Tanka, è stato pubblicato dalla Shūeisha, sotto l'etichetta Jump j Books, il 27 gennaio 2015.

### Anime
La serie televisiva anime, prodotta dalla P.A.Works e diretta da Tsutomu Mizushima, è andata in onda sulla Tokyo MX dal 9 ottobre 2014 al 26 marzo 2015. Il soggetto è stato scritto da Michiko Yokote, mentre la colonna sonora è stata composta da Shirō Hamaguchi. Per i primi dodici episodi, le sigle di apertura e chiusura sono rispettivamente Colorful Box di Yōko Ishida e Animetic Love Letter di Juri Kimura, Haruka Yoshimura e Haruka Chisuga, ad eccezione dell'episodio uno dove la sigla di apertura è I'm Sorry Exodus (あいむそーりーEXODUS?, Aimu Sōrī Ekusodasu) delle Tracy (un gruppo formato da Mai Nakahara, Shizuka Itō e Ai Kayano). Dall'episodio tredici, le sigle cambiano in Takarabako -Treasure Box- (宝箱-TREASURE BOX-?) di Masami Okui e Platinum Jet (プラチナジェット?, Purachina Jetto) del Donuts Quintet (Juri Kimura, Haruka Yoshimura, Haruka Chisuga, Asami Takano ed Hitomi Ōwada). In Italia la serie è stata concessa in licenza alla Yamato Video, che dal 4 marzo 2015 l'ha trasmessa sul suo canale ufficiale di YouTube e poi dal 21 aprile 2015 l'ha anche mandata in onda su Man-Ga. In America del Nord, invece, i diritti sono stati acquistati dalla Sentai Filmworks.

#### Episodi
| Nº | Titolo italiano Giapponese 「Kanji」 - Rōmaji                                                                                              | In onda          | In onda           |
| Nº | Titolo italiano Giapponese 「Kanji」 - Rōmaji                                                                                              | Giapponese       | Italiano          |
| 1  | Verso il domani, Exodus! 「明日に向かって、えくそだすっ！」 - Ashita ni mukatte, ekusodasu!                                                | 9 ottobre 2014   | 21 aprile 2015    |
| 2  | Arupin è qui! 「あるぴんはいます！」 - Arupin wa imasu!                                                                                    | 16 ottobre 2014  | 28 aprile 2015    |
| 3  | Basta episodi riassuntivi! 「総集編はもういやだ」 - Sōshūhen wa mō iya da                                                                  | 23 ottobre 2014  | 5 maggio 2015     |
| 4  | Ho fatto davvero un casino 「私ゃ失敗こいちまってさ」 - Watasha shippai koichimatte sa                                                     | 30 ottobre 2014  | 12 maggio 2015    |
| 5  | Quelli che danno la colpa agli altri... 「人のせいにしているようなヤツは辞めちまえ！」 - Hito no sei ni shiteiru yōna yatsu wa yamechimae! | 6 novembre 2014  | 19 maggio 2015    |
| 6  | Idepon Miyamori: in azione! 「イデポン宮森 発動篇」 - Idepon Miyamori hatsudō-hen                                                          | 13 novembre 2014 | 26 maggio 2015    |
| 7  | Retake causa gatto 「ネコでリテイク」 - Neko de riteiku                                                                                    | 20 novembre 2014 | 2 giugno 2015     |
| 8  | Guarda che non ti sto rimproverando 「責めてるんじゃないからね」 - Semeterun janai kara ne                                                 | 27 novembre 2014 | 9 giugno 2015     |
| 9  | Quale pensavi fosse il messaggio? 「何を伝えたかったんだと思う?」 - Nani o tsutaetakattan da to omou?                                      | 4 dicembre 2014  | 16 giugno 2015    |
| 10 | Ancora uno solo 「あと一杯だけね」 - Ato ippai dake ne                                                                                     | 11 dicembre 2014 | 23 giugno 2015    |
| 11 | La piccola venditrice di keyframe 「原画売りの少女」 - Genga uri no shōjo                                                                  | 18 dicembre 2014 | 30 giugno 2015    |
| 12 | Exodus, Natale! 「えくそだす·クリスマス」 - Ekusodasu Kurisumasu                                                                           | 25 dicembre 2014 | 7 luglio 2015     |
| 13 | Quali sono le nuvole che ti piacciono? 「好きな雲って何ですか?」 - Suki na kumo tte nan desu ka?                                           | 8 gennaio 2015   | 14 luglio 2015    |
| 14 | Riunione senza morale per le audizioni! 「仁義なきオーディション会議！」 - Jinginaki ōdishon kaigi!                                        | 15 gennaio 2015  | 21 luglio 2015    |
| 15 | Va bene disegnato così? 「こんな絵でいいんですか？」 - Konna e de iin desu ka?                                                             | 22 gennaio 2015  | 28 luglio 2015    |
| 16 | Rovesciare il tavolo 「ちゃぶだい返し」 - Chabudai gaeshi                                                                                  | 29 gennaio 2015  | 1º settembre 2015 |
| 17 | Non so dove mi trovo… 「私どこにいるんでしょうか…」 - Watashi doko ni irun deshō ka…                                                       | 5 febbraio 2015  | 8 settembre 2015  |
| 18 | Mi avete incastrato! 「俺をはめやがったな！」 - Ore o hameyagatta na!                                                                      | 12 febbraio 2015 | 15 settembre 2015 |
| 19 | Abboccano? 「釣れますか？」 - Tsuremasu ka?                                                                                                | 19 febbraio 2015 | 22 settembre 2015 |
| 20 | Ci metterò tutta l'aniMustang! 「がんばりマスタング！」 - Ganbari-Masutangu!                                                               | 26 febbraio 2015 | 29 settembre 2015 |
| 21 | Non tenere la qualità in ostaggio 「クオリティを人質にすんな」 - Kuoriti o hitojichi ni sun'na                                             | 5 marzo 2015     | 6 ottobre 2015    |
| 22 | È l'intimo di Noah 「ノアは下着です。」 - Noa wa shitagi desu.                                                                             | 12 marzo 2015    | 13 ottobre 2015   |
| 23 | Rovesciare il tavolo, di nuovo 「続·ちゃぶだい返し」 - Zoku chabudai gaeshi                                                                | 19 marzo 2015    | 20 ottobre 2015   |
| 24 | Una consegna troppo lontana 「遠すぎた納品」 - Tōsugita nōhin                                                                              | 26 marzo 2015    | 27 ottobre 2015   |

#### Pubblicazioni
Gli episodi di Shirobako sono stati raccolti in otto volumi BD/DVD che sono stati distribuiti in Giappone per il mercato home video a partire dal 24 dicembre 2014.
| Volume | Volume | Episodi          | Data di pubblicazione | Extra |
| ------ | ------ | ---------------- | --------------------- | ----- |
|        | 1      | 1–3              | 24 dicembre 2014      | —     |
| 2      | 4–6    | 28 gennaio 2015  | —                     |       |
| 3      | 7–9    | 25 febbraio 2015 | OAV                   |       |
| 4      | 10–12  | 25 marzo 2015    | —                     |       |
| 5      | 13–15  | 22 aprile 2015   | —                     |       |
| 6      | 16–18  | 27 maggio 2015   | —                     |       |
| 7      | 19–21  | 29 luglio 2015   | OAV                   |       |
| 8      | 22–24  | 26 agosto 2015   | —                     |       |

### Film Animato
Ad aprile 2018, nel corso del Musashi-Sakai x Shirobako Harumatsuri (Festival di Primavera Musashi-Sakai x Shirobako) è stata annunciata la produzione di un film animato di Shirobako completamente inedito che proseguirà la storia iniziata nell'anime.